# 布雷诺·博格斯
布雷诺·维尼修斯·罗德里格斯·博格斯（Breno Vinicius Rodrigues Borges，1989年10月13日—），通常称为布雷诺（Breno），是一位巴西足球运动员。曾效力德甲班霸拜仁及巴西球隊華斯高。

## 生平
2007年布雷诺在圣保罗足球俱乐部开始了职业生涯，并在首个赛季就帮助球队赢得了巴西全国锦标赛冠军。布雷诺由此被当地媒体誉为巴西联赛最好的后卫，并吸引了国内众多俱乐部为其出价。巴西2007赛季结束后，布雷诺入选巴西足球期刊评选的赛季最佳阵容。
由于赛季中的出色表现，布雷诺被巴西主教练邓加招入巴西队成为队长，参加了2008年的北京奥运会，并获得铜牌，包括佛罗伦萨、尤文图斯和皇家马德里等豪门的许多欧洲俱乐部都对他表示了兴趣。
布雷诺与拜仁慕尼黑签下了四年半的工作合同，直至2012年7月20日到期。为了得到这名巴西后卫拜仁慕尼黑大约需要向圣保罗支付1,230万欧元的转会费。拜仁俱乐部总经理卡尔·海因茨·鲁梅尼格形容签下布雷诺是“对未来的投资”。布雷诺在拜仁慕尼黑的首次亮相是在2008年3月12日，欧洲联盟杯八分之一决赛第二回合主场以1：2负于比利时安德莱赫特的比赛中，布雷诺打满了全场。
2009年除夕布雷诺被外借到同州的紐倫堡直到球季結束汲取上陣機會。
2010-11赛季，布雷诺结束了在纽伦堡的租借返回拜仁，并有过不少出场机会，不过表现均较为差劲，尤其于该季欧洲冠军联赛1/8决赛第二回合主场迎战国际米兰，布雷诺严重的失误致使国际米兰前锋埃托奥助攻潘德夫打入一球，最终拜仁慕尼黑以2：3的比分主场被对手大逆转惨遭淘汰。自此布雷诺在球队中再无出场机会。
2011年9月24日，布雷诺在慕尼黑的别墅遭受火灾，几乎全部被毁。不过警方在根据调查后认为是布雷诺故意纵火，并将其逮捕。据媒体称，布雷诺故意纵火的缘由是其在拜仁队内长期被冷藏，导致“心理上出了问题”，2012年7月4日，布雷诺被法院判决入狱3年9个月。2013年8月起，每星期獲一天假釋，讓他來到拜仁慕尼黑U23隊伍作為助教指導訓練。

## 荣誉
- 巴西全国锦标赛冠军：2007
- 德国杯冠军: 2008
- 德甲联赛冠军：2008
- 奥运会铜牌：2008

## 链接
- 拜仁慕尼黑官方网站的个人页 （页面存档备份，存于）